# Севостьянов, Сергей Фёдорович
Сергей Фёдорович Севостьянов (1914—1988) — советский офицер и военачальник, участник Великой Отечественной войны, Герой Советского Союза (26 октября 1943). Генерал-лейтенант (1967).

## Биография
Сергей Севостьянов родился 4 мая 1914 года в городе Лохвица (ныне — Полтавская область Украины). После окончания семи классов школы работал в колхозе имени Г. И. Котовского в Лохвицком районе бригадиром полеводческой бригады. 
В апреле 1937 года призван на службу в Рабоче-крестьянскую Красную Армию Лохвицким районным военкоматом. Служил в отдельном батальоне связи 3-й Крымской стрелковой дивизии Харьковского военного округа (Симферополь): курсант учебного подразделения, с октября 1937 помощник командира взвода. В декабре 1938 года он окончил курсы младших политруков Харьковского военного округа и был назначен политруком роты связи 88-го стрелкового полка 132-й стрелковой дивизии Харьковского ВО (Полтава). В феврале 1941 года направлен на учёбу в Военно-политическую академию имени В. И. Ленина. 
С июня 1941 года — на фронтах Великой Отечественной войны. Тогда он был отозван из академии и направлен на Западный фронт инструктором политотдела в 121-ю стрелковую дивизию 4-й армии. Уже в июле принял командование одним из батальонов в этой дивизии. Участвовал в тяжелейших боях приграничного сражения в Белоруссии и Смоленского сражения. В августе был ранен, направлен в госпиталь в Харьков. После излечения в октябре 1941 года вернулся в 121-ю стрелковую дивизию (которая в то время воевала на Брянском фронте) и вновь принял под командование стрелковый батальон. Участвовал в оборонительном этапе битвы за Москву и в Елецкой наступательной операции. В марте 1942 года направлен на учёбу на курсы командиров полков. 
В 1942 году Севостьянов окончил курсы командиров полков при штабе Юго-Западного фронта. После пребывания в распоряжении Военного совета 28-й армии был 1 декабря 1942 года назначен заместителем командира по строевой части 209-го стрелкового полка 38-й стрелковой дивизии 64-й армии, воевал на Сталинградском и Донском фронтах, отличился в наступательном этапе Сталинградской битвы. За мужество и отвагу в этой битве приказом наркома обороны СССР от 1 марта 1943 года эти части получили гвардейские звания и впредь стали именоваться 209-м гвардейским стрелковым полком 73-й гвардейской стрелковой дивизии 7-й гвардейской армии, а капитан Севастьянов награждён сразу двумя боевыми орденами. Вскоре дивизия была передана на Воронежский фронт. Там она с отличием действовала в ходе Курской битвы, в которой в ходе оборонительного сражения майор Сергей Севостьянов был назначен исполнять должность командира 211-го гвардейского стрелкового полка в этой дивизии. Участвовал в Белгородско-Харьковской и Полтавско-Кременчугской наступательных операциях в составе войск Степного фронта. За героизм при освобождении родной Полтавщины награждён своим третьим орденом.
Командир 211-го гвардейского стрелкового полка 73-й гвардейской стрелковой дивизии 7-й гвардейской армии Степного фронта гвардии майор Сергей Севостьянов вновь отличился во время битвы за Днепр. В ночь с 24 на 25 сентября 1943 года полк Севостьянова переправился через Днепр в районе населённого пункта Старый Орлик и захватил остров Глинск-Бородаевский. Форсирование производилось под жестоким артиллерийско-пулемётным огнём врага и исключительно на подручных и самодельных переправочных средствах. Накопив на острове достаточно сил, в следующую ночь Севостьянов вновь повёл полк на форсирование, высадился с боем на правом берегу Днепра и захватил там плацдарм, который в непрерывном бою удерживал его до переправы основных сил. Удалось овладеть южной частью села Бородаевка Верхнеднепровского района Днепропетровской области Украинской ССР, но днём противник перебросил туда часть сил 23-й немецкой пехотной дивизии. Пользуясь большим превосходством в силах, немцы при поддержке танков атаковали Бородаевку, а часть пехоты высадилась в тылу плацдарма на остров Глинск-Бородаевский. Бой и там и там носил исключительно яростный характер. Дошло до того, что комполка Севостьянов лично повёл в очередную контратаку весь штаб полка — больше ни одного человека в его распоряжении не было. Но оба рубежа бойцы удержали, а 28 сентября 1943 года, не дав немцам опомниться после суток непрерывного боя, совершенно внезапно для врага сильно поредевший полк вновь пошёл в атаку и полностью освободил Бородаевку. Участь битвы за плацдарм была предрешена — опираясь на такой сильный опорный пункт, гвардейцы уже уверенно отбивали последующие немецкие атаки с большими потерями для врага и обеспечили переправу на плацдарм остальных частей дивизии.
Указом Президиума Верховного Совета СССР от 26 октября 1943 года за «успешное форсирование реки Днепр, прочное закрепление и расширение плацдарма на западном берегу реки Днепр и проявленные при этом отвагу и геройство» гвардии майор Сергей Севостьянов был удостоен звания Героя Советского Союза с вручением ордена Ленина и медали «Золотая Звезда» (№  1689).
Но за несколько дней до подписания этого Указа командир полка Севостьянов был тяжело ранен на плацдарме, и до марта 1944 года лечился в эвакогоспитале в городе Острогожск Воронежской области. После поправки здоровья его направили на учебу, и на фронт он уже не вернулся.
После окончания войны продолжил службу в Советской Армии. В 1947 году он окончил Военную академию имени М. В. Фрунзе, в ноябре этого года назначен командиром 39-го отдельного гвардейского стрелкового батальона 10-й отдельной гвардейской стрелковой бригады, в марте 1950 года назначен заместителем командира 112-го гвардейского стрелкового полка 39-й гвардейской стрелковой дивизии в 8-й гвардейской армии (Группа советских оккупационных войск в Германии, а в ноябре 1950 — командиром 172-го гвардейского стрелкового полка 57-й гвардейской стрелковой дивизии в той же армии. С сентября 1952 года был заместителем командира 14-й отдельной гвардейской стрелковой бригады, а с октября 1953 — заместителем командира 115-й гвардейской стрелковой дивизии. С июня 1954 года командовал 43-й стрелковой дивизией, переформированной в июне 1957 года в 43-ю мотострелковую дивизию в Прибалтийском военном округе.
В ноябре 1957 года вновь убыл на учёбу, в 1958 году окончил Высшие академические курсы при Военной академии Генерального штаба. С января 1959 года — заместитель командующего войсками по тылу — начальник тыла Сибирского военного округа. С сентября 1968 года — заместитель командующего войсками по тылу — начальник тыла Южной группы войск в Венгрии. В августе 1970 года генерал-лейтенант С. Ф. Севостьянов был уволен в запас. 
Проживал в Полтаве. Скончался 13 августа 1988 года. Похоронен на Ветеранском кладбище Полтавы.

## Воинские звания
- младший политрук (15.01.1939)
- политрук (10.06.1941);
- капитан (11.06.1942);
- майор (17.10.1942);
- подполковник (16.12.1943);
- полковник (3.01.1951);
- генерал-майор (25.05.1959);
- генерал-лейтенант (25.10.1967).

## Награды
- Герой Советского Союза (26.10.1943)
- Орден Ленина (26.10.1943)
- Орден Красного Знамени (29.12.1942)
- Два ордена Отечественной войны 1-й степени (2.08.1943, 11.03.1985)
- Два ордена Красной Звезды (5.02.1943, 13.06.1952)
- Медали СССР[1]
- Медаль «За укрепление дружбы по оружию» I степени (ЧССР, 20.03.1970)[3]